# Furth
Furth é um município da Alemanha, no distrito de Landshut, na região administrativa de Niederbayern, estado de Baviera. É a sede do Verwaltungsgemeinschaft de Furth.